# Raschau-Markersbach
Raschau-Markersbach é um município da Alemanha localizado no distrito de Erzgebirgskreis, região administrativa de Chemnitz, estado da Saxônia.